# Chef de la république du Daghestan
Le chef de la république du Daghestan (en russe : Глава Республики Дагестан) est le plus haut responsable politique et le chef du pouvoir exécutif du Daghestan, république autonome de la fédération de Russie.

## Histoire
À l'époque soviétique, le Daghestan constituait une République socialiste soviétique autonome qui était dirigée symboliquement par le président du présidium du Soviet suprême de la république, alors que la réalité du pouvoir appartenait au premier secrétaire du comité régional du Parti communiste.
Après la chute de l'URSS en 1991, le Daghestan devient un sujet de la fédération de Russie dans lequel le président du Conseil suprême, Magomedali Magomedov, assure alors la fonction de chef du pouvoir exécutif. À partir de 1994, le Conseil d'État est la plus haute institution de la république et son président assure la direction effective du gouvernement de la république. Magomedov est élu dans cette fonction à trois reprises, en 1994, 1998 et 2002.
En 2003, une nouvelle constitution est adoptée et institue le poste de président de la république qui doit être élu au suffrage universel. Cependant en décembre 2004, à l'initiative de Vladimir Poutine, l'élection des dirigeants régionaux est réservée aux assemblées locales. 
En juillet 2011, l'Assemblée populaire du Daghestan adopte une modification de la constitution qui remplace le titre de président par celui de chef. Cette décision entre en vigueur le 1er janvier 2014.

## Fonctions
Il conduit la politique de la république et dirige son administration, promulgue les lois, publie des décrets et des arrêtés, négocie et signe des contrats, d'autres accords au nom de la république du Daghestan. 
Il nomme, avec le consentement de l'Assemblée populaire, les membres du gouvernement de la république du Daghestan et reçoit leur démission. Il nomme également le secrétaire d'État ainsi que les membres du Conseil de sécurité, qu'il dirige.
Il soumet à l'Assemblée populaire des candidats à la nomination aux postes de juges de la Cour constitutionnelle de la République
Il peut prononcer la dissolution de l'Assemblée populaire.

## Élection
Le chef de la république est élu par l'Assemblée populaire de la république du Daghestan pour un mandat de quatre ans, renouvelable une fois consécutivement.

## Liste des présidents et chefs de la république
| Mandat                            | Nom                    | Titre                                                                  |
| --------------------------------- | ---------------------- | ---------------------------------------------------------------------- |
| 24 avril 1990 - 20 février 2006   | Magomedali Magomedov   | Président du Conseil suprême puis du Conseil d'État le 26 juillet 1994 |
| 20 février 2006 - 20 février 2010 | Moukhou Aliev          | Président de la république                                             |
| 20 février 2010 - 28 janvier 2013 | Magomedsalam Magomedov | Président de la république                                             |
| 28 janvier 2013 - 3 octobre 2017  | Ramazan Abdoulatipov   | Président puis chef de la république le 1er janvier 2014               |
| 3 octobre 2017 - 5 octobre 2020   | Vladimir Vassiliev     | Chef de la république (intérim jusqu'au 9 septembre 2018)              |
| Depuis le 5 octobre 2020          | Sergueï Melikov        | Chef de la république (intérim jusqu'au 14 octobre 2021)               |